# Принцът на Уелс на земеделско шоу в Уиндзор
„Принцът на Уелс на земеделско шоу в Уиндзор“ (на английски: The Prince of Wales at Windsor Agricultural Show) е британски документален късометражен ням филм от 1899 година, заснет от режисьора Сесил Хепуърт. Кинолентата показва бъдещият британски крал Едуард VII, тогава все още Принц на Уелс на посещение на земеделско изложение в Уиндзор, Бъркшър.